# José Carioca
José Carioca – fikcyjna postać z filmów i komiksów The Walt Disney Company, stworzona przez Walta Disneya i Freda Moore’a. Po raz pierwszy pojawił się w filmie Saludos Amigos (1942).
Jest to antropomorficzna papuga z Brazylii, będąca przyjacielem Kaczora Donalda.

## Historia
W 1941 roku podczas, zleconej przez rząd amerykański, podróży Walta Disneya i jego wybranych pracowników do Ameryki Południowej, w Brazylii część z amerykańskich artystów została zapoznana z tresowaną papugą imieniem Sonia, która wedle słów Norma Fergusona była w stanie tańczyć, śpiewać i mówić po portugalsku. Także jeden z brazylijskich karykaturzystów J. Carlos, stworzył szkic papugi palącej cygaro. Są spekulacje, że główną inspiracją dla amerykańskich animatorów do stworzenia Carioki był tancerz samby Paulo da Portela opowiadający Disneyowi żarty o papugach. Za podstawę wykorzystano rysunek Johna P. Millera wykonany podczas podróży, ukazujący papugę w kanotierze i z parasolem. Za ostateczny wygląd José odpowiadał animator Fred Moore. Carioca był inspirowany stylem brazylijskich malandro, a jego nazwisko wzięła się od brazylijskiego określenia na mieszkańca Rio de Janeiro.
Frak, słomkowy kapelusz, sztywny kołnierzyk, muszka i parasol zostały zainspirowane strojem doktora Jacarandy, popularnej postaci z brazylijskiego folkloru, a twarz nawiązywała do rysów twarzy brazylijskiej kompozytora Herivelto Martinsa. Głosu użyczył brazylijski muzyk José Oliveira, od którego animatorzy zaczerpnęli styl poruszania się. Oliveira zapewnił głos Carioce zarówno po angielsku jak i po portugalsku, a po II wojnie światowej zrobił to samo na potrzeby dubbingu francuskiego, szwedzkiego, włoskiego, niemieckiego i japońskiego. W Saludo Amigos stał się bohaterem segmentu „Aquarela do Brasil”, gdzie oprowadza Kaczora Donalda po Rio de Janeiro i zaznajamia z lokalnymi zwyczajami.
José Carioca wystąpił potem w filmie Trzej Caballeros (1944), a następnie w segmencie „Blame It On the Samba” Kolorowych melodii (1948). Na łamach telewizji José Carioca pojawił się w odcinku programu telewizyjnego Walt Disney Presents – „Two Happy Amigos” (1960), gdzie odwiedziwszy Donalda w Stanach Zjednoczonych zapoznaje się z kulturą amerykańską, oraz w odcinku programu telewizyjnego Walt Disney’s Wonderful World of Color „Carnival Time” (1962) jako korespondent Ludwiga Von Drake’a w Rio de Janeiro.
W 1996 roku José był prezenterem talk-show Disney Club w ramach brazylijskiego  programu dla dzieci TV Colosso emitowanego na kanale TV Globo. Był grany w formie kukiełki przez aktora głosowego Marco Antônio Costę.
José Carioca pojawił się kolejno w serialach animowanych Produkcje Myszki Miki (1999), Café Myszka (2001), Myszka Miki (2013), Miki i raźni rajdowcy (2017), Kacze opowieści (2017–2021) i Legend of the Three Caballeros (2018).

## Osobowość
José jest praktycznie przeciwieństwem Donalda, ponieważ jest uprzejmy i dobrze radzi sobie pod presją. Jest niezwykle życzliwy, czarujący i towarzyski, poza tym jest bardzo ekstrawertyczny i rozmowny, ma tendencję do łatwego nawiązywania przyjaźni. Jest przedstawiany jako kobieciarz, lubiący przyjęcia i zachowuje się jak typowy malandro. Niespecjalnie lubi pracować i często próbuje zarobić jak najmniejszym kosztem, przez co wpada w kłopoty. Jego pasją jest kultura brazylijska, jedzenie i picie, miejsca i muzyka. Chętnie dzieli się także kulturą i strojami swojego kraju z innymi. Mimo całej swojej elegancji José jest raczej naiwny i daje się nabierać przez różnorakich oszustów. 
José jest jedną z niewielu postaci The Walt Disney Company, która szczerze podziwia Donalda takiego jakim jest. W Saludos Amigos deklarujący się jako fan Donalda, był więcej niż szczęśliwy, mogąc przedstawić mu lokalną kulturę, a potem przyjaźń między nimi dość się szybko zacieśniła. Zarówno José, jak i Donald wyrażają wielką radość, gdy tylko mają szansę się ponownie spotkać.

## José z komiksów
José Carioca zyskał dużą popularność w Brazylii i Holandii, do tego stopnia, że miejscowi autorzy komiksowi tworzyli o nim komiksy na tamtejszy rynek. W latach 1961–2018 i od 2020 roku były publikowane w Brazylii komiksy z udziałem Carioki w roli głównej. Od lat 80. XX wieku są publikowane analogiczne komiksy w Holandii.
Wedle brazylijskich komiksów José jest ubogim kanciarzem o dobrej naturze. Mieszka w fikcyjnej dzielnicy Rio de Janeiro – podmiejskiej ubogiej Vila Xurupita, gdzie również mieszkają przyjaciele José. W Vila Xurupita José jest członkiem lokalnej drużyny piłkarskiej i prowadzi szkołę samby. Ma dwoje siostrzeńców o imionach Zico i Zeca. Jego najlepszymi przyjaciółmi są sęp Nestor, Afrobrazylijczyk Pedrão i kaczor Afonsinho. Jego dziewczyną jest Rosinha Vaz, córka bogatego przedsiębiorcy Rochy Vaza. Rywalem José o rękę Rosinhy jest kogut Zé Galo. W niektórych komiksach jest przedstawiany jako właściciel aligatora, Old Toma. José przyjmuje również postać zamaskowanego superbohatera Morcego Verde (w wolnym tłumaczeniu Zielony Nietoperz), będącego parodią Batmana. Od lat 60. XX wieku José w brazylijskich komiksach otrzymał bardziej współczesny strój składający t-shirta i czapki z daszkiem dostosowując się do gorącego klimatu Brazylii.
Z kolei w holenderskich komiksach José tworzy fałszywe informacje o sobie, by imponować kobietom i kombinuje jak najeść za darmo w drogich restauracjach. Jego najlepszymi przyjaciółmi są Nestor, który w Holandii nazywa się Manuel i jest ptakiem krukowatym, oraz kurak Juan i wszyscy trzej mieszkają na wysypisku śmieci. Jego babcią jest Oma Carioca, która celowo lub nieumyślnie, powoduje niepowodzenie planów wnuka. Jego dziewczyną jest papuga Parquita będąca wizualną kopią Rosinhy.
Don Rosa umieścił Jose, Donalda i Panchita Pistolesa w duńskich komiksach Powrót trzech caballeros (2000) i Siedmiu Wspaniałych (minus 4) Caballeros! (2005), będących kontynuacją filmu Trzej Caballeros, będącymi jednymi z nielicznych jego komiksów nieopartych o twórczość Carla Barksa.